# جیسون پاپئو
جیسون پاپئو (انگلیسی: Jayson Papeau؛ زادهٔ ۳۰ ژوئن ۱۹۹۶) بازیکن فوتبال است.
از باشگاه‌هایی که در آن بازی کرده‌است می‌توان به باشگاه ورزشی آمیان اشاره کرد.